# Puerto Boyacá
Puerto Boyacá ist eine am Río Magdalena gelegene Gemeinde (municipio) im Departamento Boyacá in Kolumbien. Das gesamte, sich vorwiegend von der Stadt aus nach Osten erstreckende Gebiet der Gemeinde ist etwa 1500 Quadratkilometer groß.

## Geographie
Puerto Boyacá liegt am Río Magdalena in der Zone des Magdalena Medio in Boyacá, 373 km westlich von der Departamentshauptstadt Tunja. Puerto Boyacá hat eine Durchschnittstemperatur von 28 °C. Die Gemeinde liegt an der Schnittstelle von fünf kolumbianischen Departamentos. An die Gemeinde grenzen im Norden Bolívar im Departamento de Santander, im Süden Puerto Salgar und Yacopí im Departamento Cundinamarca, im Osten Otanche im Departamento de Boyacá und im Westen Puerto Nare, Puerto Triunfo, Puerto Berrío und Sonsón im Departamento de Antioquia sowie La Dorada im Departamento de Caldas.

## Bevölkerung
Die Gemeinde Puerto Boyacá hat 56.930 Einwohner, von denen 38.869 im städtischen Teil (cabecera municipal) der Gemeinde leben (Stand 2019).

## Geschichte
Das heutige Puerto Boyacá war bis Mitte des 20. Jahrhunderts eine kleine Siedlung mit dem Namen Puerto Reyes, die aufgrund der Suche nach Naturkautschuk und Steinnuss entstand. Zwischenzeitlich gehörte die Region zum Departamento de Antioquia, wurde aber 1936 wieder Boyacá zugeordnet. Der Ort gewann 1940 durch Erdölbohrungen von Texaco an Bedeutung und wurde in dessen Folge mit Beginn der Erdölförderung 1957 offiziell als Puerto Boyacá gegründet und erhielt nur kurz darauf den Status einer Gemeinde.

## Wirtschaft
Der wichtigste Wirtschaftszweig in Puerto Boyacá ist die Erdölförderung, die heute insbesondere von Ecopetrol durchgeführt wird. Zudem spielen die Rinderproduktion und Fischerei eine wichtige Rolle.

## Söhne und Töchter der Stadt
- Fredy Guarín (* 1986), Fußballspieler